# Segelfluggelände Homberg/Ohm II

i7
i11
i13
Das Segelfluggelände Homberg/Ohm II liegt in der Stadt Homberg (Ohm) im Vogelsbergkreis in Hessen, etwa 2,5 km nordöstlich des Zentrums von Homberg (Ohm).

## Flugbetrieb
Das Segelfluggelände ist mit einer 800 m langen und 30 m breiten Start- und Landebahn aus Gras (Richtung 04/22) ausgestattet. Es besitzt eine Betriebszulassung für Segelflugzeuge, Motorsegler und Ultraleichtflugzeuge. Als Startarten sind Flugzeugschleppstart und Windenstart zugelassen. Der Halter und Betreiber des Segelfluggeländes ist der Luftsportverein Homberg (Ohm) e. V.

## Sportliche Erfolge
Felipe Levin vom Luftsportverein Homberg (Ohm) e. V. gewann bei den 37th FAI World Gliding Championships 2022 im ungarischen Szeged mit einem Segelflugzeug des Typs Binder EB29R den Weltmeistertitel in der Offenen Klasse.